# Гікорі (Північна Кароліна)
Гікорі (англ. Hickory) — місто (англ. city) в США, в округах Кетоба, Берк і Колдвелл штату Північна Кароліна. Населення — 43 490 осіб (2020). Населення агломерації — 341 851 особа. Є великим промисловим центром меблевого виробництва.

## Географія
Гікорі розташоване за координатами 35°44′29″ пн. ш. 81°19′26″ зх. д. / 35.74139° пн. ш. 81.32389° зх. д. (35.741466, -81.323770).  За даними Бюро перепису населення США в 2010 році місто мало площу 77,19 км², з яких 76,94 км² — суходіл та 0,24 км² — водойми.

### Клімат
| Клімат : Гікорі       | Клімат : Гікорі | Клімат : Гікорі | Клімат : Гікорі | Клімат : Гікорі | Клімат : Гікорі | Клімат : Гікорі | Клімат : Гікорі | Клімат : Гікорі | Клімат : Гікорі | Клімат : Гікорі | Клімат : Гікорі | Клімат : Гікорі | Клімат : Гікорі |
| Показник              | Січ.            | Лют.            | Бер.            | Квіт.           | Трав.           | Черв.           | Лип.            | Серп.           | Вер.            | Жовт.           | Лист.           | Груд.           | Рік             |
| Середній максимум, °C | 9,6             | 11,8            | 16,2            | 21,2            | 25,3            | 29,4            | 31,0            | 30,2            | 26,7            | 21,4            | 16,2            | 10,7            | 20,9            |
| Середній мінімум, °C  | −1,3            | 0,3             | 3,9             | 8,4             | 13,0            | 17,9            | 19,9            | 19,4            | 15,6            | 9,2             | 4,2             | −0,2            | 9,2             |
| Норма опадів, мм      | 94              | 92              | 109             | 94              | 93              | 104             | 113             | 104             | 91              | 89              | 89              | 95              | 1167            |
| Днів з опадами        | 8,6             | 8,8             | 9,9             | 9,2             | 10,9            | 10,7            | 11,6            | 9,7             | 7,9             | 7,4             | 8,5             | 8,9             | 112,1           |
| Днів зі снігом        | ,8              | ,7              | ,1              | ,1              | 0               | 0               | 0               | 0               | 0               | 0               | 0               | ,2              | 1,9             |
| --------------------- | --------------- | --------------- | --------------- | --------------- | --------------- | --------------- | --------------- | --------------- | --------------- | --------------- | --------------- | --------------- | --------------- |
| Джерело: NOAA         |                 |                 |                 |                 |                 |                 |                 |                 |                 |                 |                 |                 |                 |

## Демографія
Згідно з переписом 2010 року, у місті мешкало 40 010 осіб у 16 614 домогосподарствах у складі 9952 родин. Густота населення становила 518 осіб/км².  Було 18719 помешкань (243/км²).
Расовий склад населення:
| - 74,9 % — білих - 14,3 % — чорних або афроамериканців - 3,2 % — азіатів - 0,3 % — корінних американців - 5,1 % — осіб інших рас |

До двох чи більше рас належало 2,2 %. Частка іспаномовних становила 11,4 % від усіх жителів.
За віковим діапазоном населення розподілялося таким чином: 23,6 % — особи молодші 18 років, 62,1 % — особи у віці 18—64 років, 14,3 % — особи у віці 65 років та старші. Медіана віку мешканця становила 37,7 року. На 100 осіб жіночої статі у місті припадало 91,1 чоловіків;  на 100 жінок у віці від 18 років та старших — 88,1 чоловіків також старших 18 років.
Середній дохід на одне домашнє господарство  становив 66 150 доларів США (медіана — 43 338), а середній дохід на одну сім'ю — 81 804 долари (медіана — 55 128). Медіана доходів становила 41 314 долари для чоловіків та 31 672 долари для жінок. За межею бідності перебувало 17,5 % осіб, у тому числі 24,2 % дітей у віці до 18 років та 7,8 % осіб у віці 65 років та старших.
Цивільне працевлаштоване населення становило 18 607 осіб. Основні галузі зайнятості: виробництво — 22,8 %, освіта, охорона здоров'я та соціальна допомога — 20,8 %, роздрібна торгівля — 12,5 %, мистецтво, розваги та відпочинок — 11,7 %.